# Ménas (saint)
Ne doit pas être confondu avec saint Ménas l’Athénien
Saint Ménas (également Ména, Minas, Mina, Ména, Mennas) (285 – 309) (grec ancien : Ἂγιος Μηνάς [Agios Ménas, « saint Ménas »], copte : Ⲁⲃⲃⲁ Ⲙⲏⲛⲁ [Abba Mina « père, abbé Mina »]), ermite, martyr et thaumaturge originaire du delta du Nil, près de Memphis en Égypte, est un soldat romain. Il est « un des saints les plus connus » de l'Église orthodoxe copte. Sa tombe se trouve à Abou Mena. 
Cependant, selon N. Patterson Svecenko, Saint Ménas ne doit pas être confondu avec l'abbé Ména qui vécut, lui, au Ve siècle, et qui est représenté à côté du Christ dans la célèbre icône du Christ et de l'abbé Ména,.

## Biographie

### Selon les sources
De nombreuses sources en grec ancien, copte, vieux nubien, ge'ez, latin, syriaque, et arménien) attestent de l'existence de Ménas et nous renseignent sur sa personne, sa vie et sa mort. Mais les éléments fournis par ces sources sont contradictoires. Il s'agit essentiellement du martyrologe, du Synaxaire, d'un Encomium (textes d'éloge) copte datant du  VIIe ou VIIIe siècle, de collections de miracles (à côté d'autres catégories). Mais les éléments fournis par ces sources sont contradictoires.
Ménas était égyptien et, selon l'Encomium, il venait d'une riche famille originaire de Nikiou. Selon le martyrologe et l'Encomium, il fut soldat, en poste en Phrygie (plus ou moins au centre de la Turquie actuelle). Mais bientôt, il abandonne son unité pour se retirer dans le désert, où il confessa sa foi chrétienne. Il mourut en martyr le 15 Hatur 296. Selon l'Encomium, le régiment de Menas fut transféré de Phrygie en Égypte pour la protection de Mareotis, et son corps fut emmené comme relique vers ce lieu, chargé sur un chameau. Lorsque le chameau, ainsi que d'autres chameaux sur lesquels le corps avait été déposé, refusèrent de se lever, on interpréta cela comme le souhait du martyr de reposer à Mareotis, et c'est là qu'il fut enterré. L'endroit est aujourd'hui celui de la ville de Abou Mena, à une quarantaine de kilomètres au sud-ouest d'Alexandrie.
Les versions divergent à propos des débuts du culte de Ménas. Selon l'Encomium, la première guérison que l'on doit à Ménas fut celle d'un jeune, infirme de naissance, qui dormit sur la tombe du futur saint. Selon le Synaxaire, ce sont d'abord des moutons atteints de gale qui furent guéris' après qu'on les eut enduits d'un mélange d'eau et de terre provenant de la tombe, et par la suite seulement eurent lieu des guérisons de personnes. Par ailleurs, l'Encomium relève qu'un petit oratoire en forme de tétrapyle fut élevé au-dessus de la tombe, construction suivie par celles d'autres églises.
M.-H. Rutschowscaya résume cela en disant que au IVe siècle, un soldat égyptien du nom de Ménas subit le martyr à Alexandrie, d'où il fut ramené à dos de chameau et enseveli dans le désert en un lieu sur lequel fut bientôt érigée une église de pèlerinage.

### Selon l'hagiographie
Si l'on s'en tient aux sources pour reconstruire un récit cohérent de la vie de Ménas, on peut obtenir ce qui suit.

#### Naissance miraculeuse
Ménas est né en Égypte en 285 dans la ville de Nikiou (Niceous), qui se trouvait dans les environs de Memphis. Ses parents étaient des chrétiens ascétiques mais qui n'avaient toujours pas d'enfants, malgré de longues années de mariage. Son père s'appelait Eudoxios et sa mère, Euphémie. Voilà qu'en la fête de la Vierge Marie, mère de Jésus, Euphémie était en train de prier devant une icône de Marie, avec des larmes pour que Dieu lui donne un fils béni. Un son lui parvint de l'icône, et Euphémie entendit le mot « Amen ». Et quelques mois plus tard, elle donnait naissance à un garçon qu'elle appela Ménas, nom souvent donné comme un anagramme du mot amen. (Cependant, en ce qui concerne ce dernier point, Pierre du Bourguet relève que « le nom de Ména est typiquement égyptien, car il a toutes les chances de dériver de celui porté par de nombreuses personnalités de l'Égypte pharaonique, notamment le détenteur d'une tombe célèbre de la XVIIIe dynastie à Abd el-Gournah dans la vallée thébaine. Il reste en rapport avec le saint honoré à Abou Mina dans le désert de Mariout et était commun parmi les chrétiens et les moines, à Baouit comme ailleurs. » Et Marie-Hélène Rutschowscaya précise que « Ména, Ménas ou Mina dérivent du nom propre Menna. »)

#### Carrière militaire
À l'âge de quatorze ans, Ménas perd son père, qui était chef de l'une des divisions administratives de l'Égypte. Un an plus tard, Ménas rejoint l'armée romaine et obtient un rang élevé en raison de la réputation de son père. La plupart des sources affirment qu'il sert à Cotyaeus en Phrygie (aujourd’hui Kütahya en Turquie). Trois ans plus tard, il quitte l'armée, désirant consacrer sa vie au Christ, et se dirige vers le désert pour vivre une vie différente.

#### Vie d'ermite, martyre et sépulture

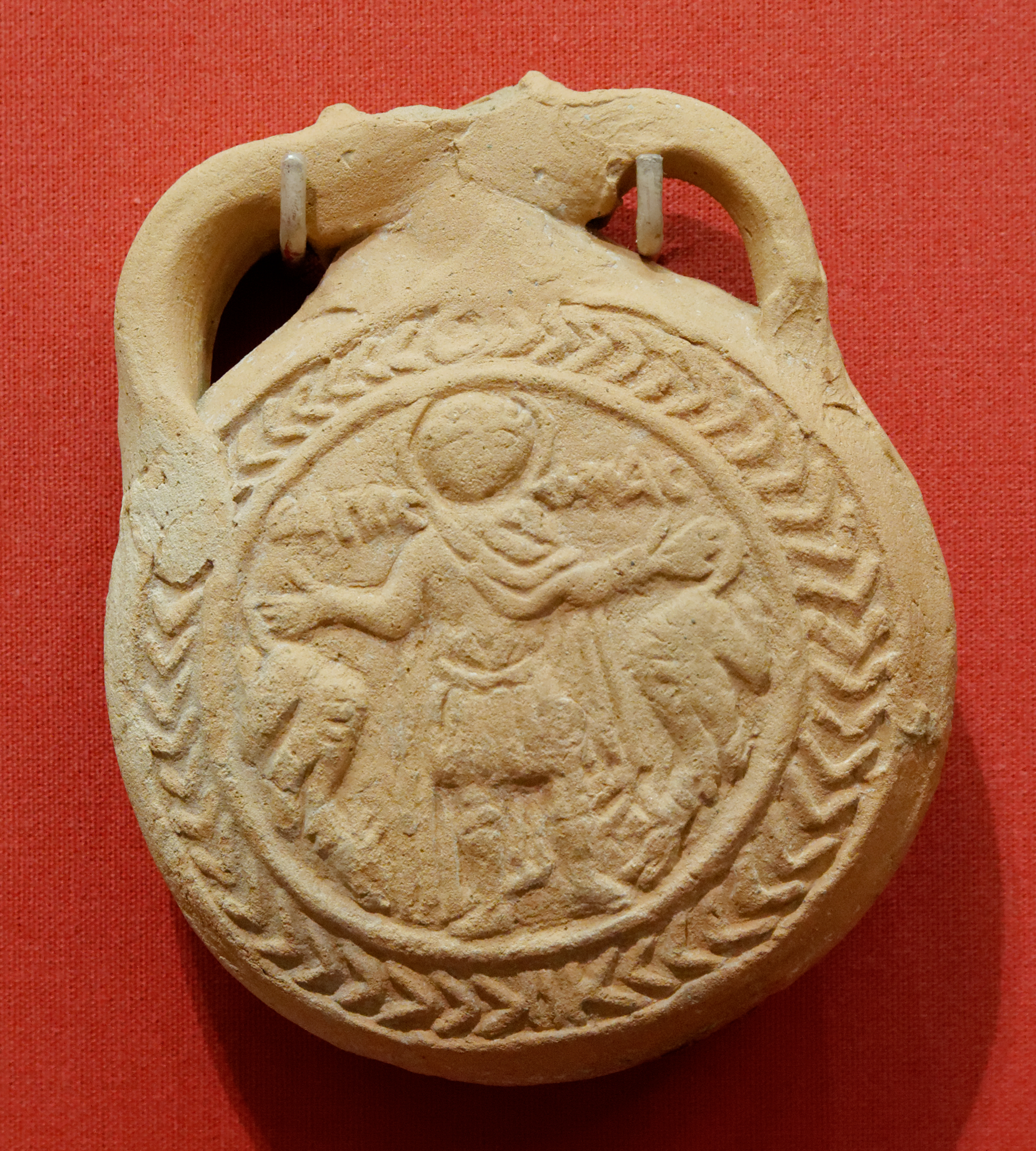
Ampoule à eulogie: saint Ménas entre deux dromadaires (entre 400 et 640)

Après avoir vécu cinq ans en ermite, Ménas a une vision d'anges ceignant des martyrs de couronnes éclatantes, et il désire les rejoindre. Il entend alors une voix qui lui dit : « Béni es-tu, Ménas, parce que tu as été appelé à la vie pieuse dès ton enfance. Tu recevras trois couronnes immortelles : une pour ton célibat, une autre pour ton ascétisme et une troisième pour ton martyre. » Ménas se précipita ensuite vers le chef[pas clair], déclarant sa foi chrétienne, foi qu'il ne renia pas et pour laquelle il fut décapité au cours de la persécution ordonnée par l'empereur Dioclétien, en l'an 300, à Alexandrie.
Après le martyre de Ménas, son corps est recueilli par des fidèles et chargé sur des chameaux qui, parvenus à un certain endroit au bord du lac Mariout, refusent d'aller plus loin. Voyant là un signe de Dieu, les fidèles décident de l'enterrer à cet endroit même, autour duquel se développa progressivement la ville de Abou Mena.  
De nombreuses ampoules à eulogie représentant Ménas entre deux chameaux, distribuées aux pèlerins et parvenues jusqu'à nous, témoignent de la vigueur de cette croyance.

### Réalité de Menas?
Selon Martin Krause, divers problèmes se dégagent des sources: on a des contradictions concernant la personne de Ménas, son séjour en Phrygie et son enterrement en Égypte, à quoi s'ajoute le fait qu'il y a eu plusieurs martyrs du nom de Ménas hors de l'Égypte mais qu'aucun martyr égyptien du nom de Menas n'est attesté depuis l'époque de Dioclétien. Ces éléments ont conduit à poser la question de la réalité du Ménas historique. Et quatre grandes hypothèses ont été émises à son propos: 1) Ménas était un martyr égyptien; 2) ou un martyr phrygien; 3) il y eut deux martyrs du nom de Ménas, l'un en Égypte, l'autre en Phrygie; 4) Ménas n'est pas un personnage historique mais une figure qui remplace un dieu païen (ce qui semble l’hypothèse la moins solide, du fait de l’absence de preuves archéologiques permettant de postuler un culte païen christianisé).

## Le culte

### Iconographie

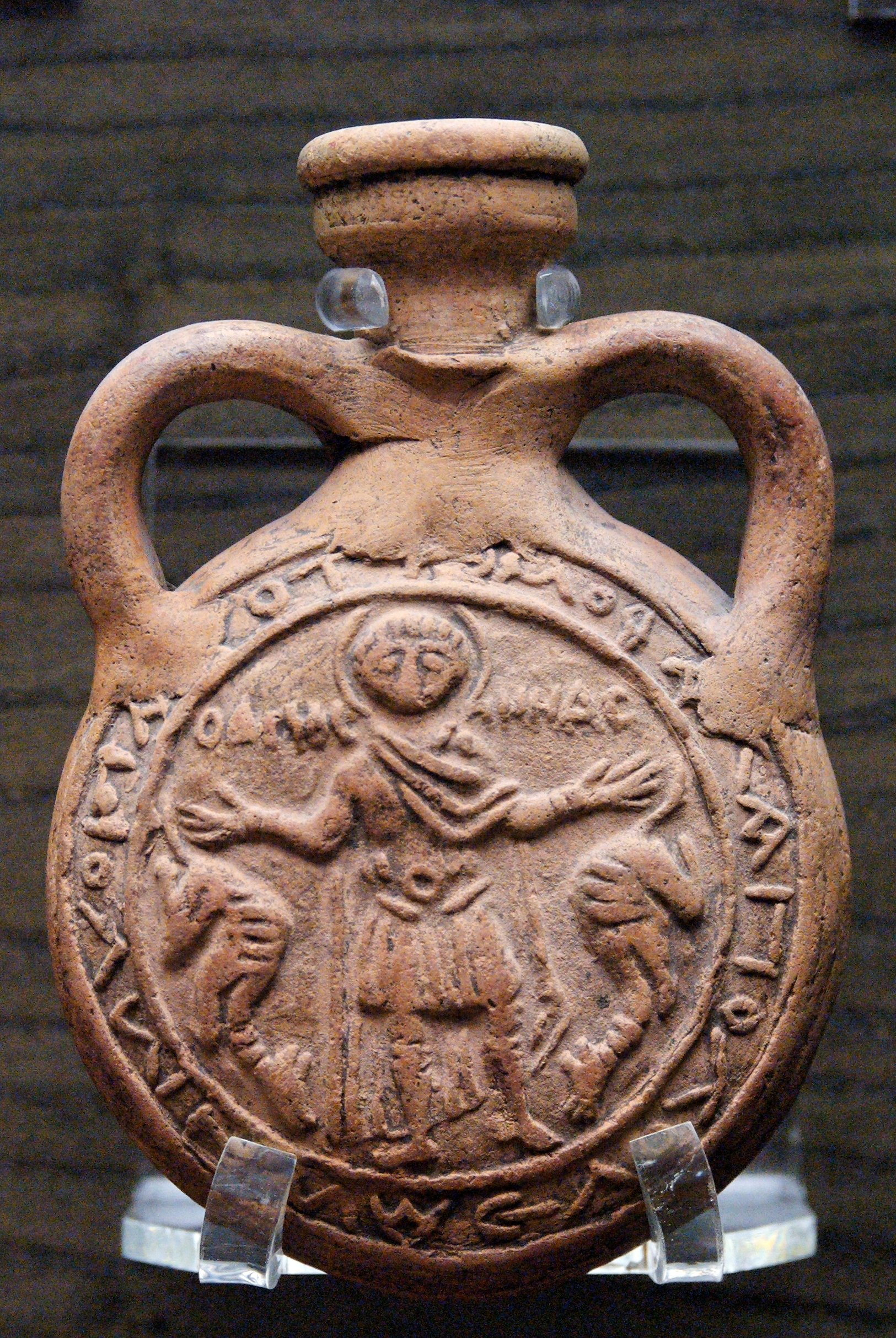
Ampoule à eulogie. Saint Ménas flanqué de deux dromadaires. Argile brun rouge pale. Provient d'Alexandrie (entre 500 et 700). Musée du Louvre.

Saint Ménas est souvent représenté en prière entre deux dromadaires. Cette image est fixée  très tôt, et la scène se retrouve fréquemment sur les ampoules à eulogie (récipients destinés à recevoir de l'huile sainte ou de l'eau bénite) que les pèlerins ramenaient de leur séjour au sanctuaire de Saint Ménas,. On peut aussi voir la figure de l'orant sur une peinture murale de l'ermitage des Kellia, mais d'où les chameaux ont disparu, peinture conservée au Louvre.
L’icône du monastère de Baouit (numéro d'inventaire E 11565) conservée au Louvre représente le Christ et l'abbé Ména, ceint de l'auréole du saint traditionnellement vénéré dans la tradition chrétienne.

## Postérité

### Fête

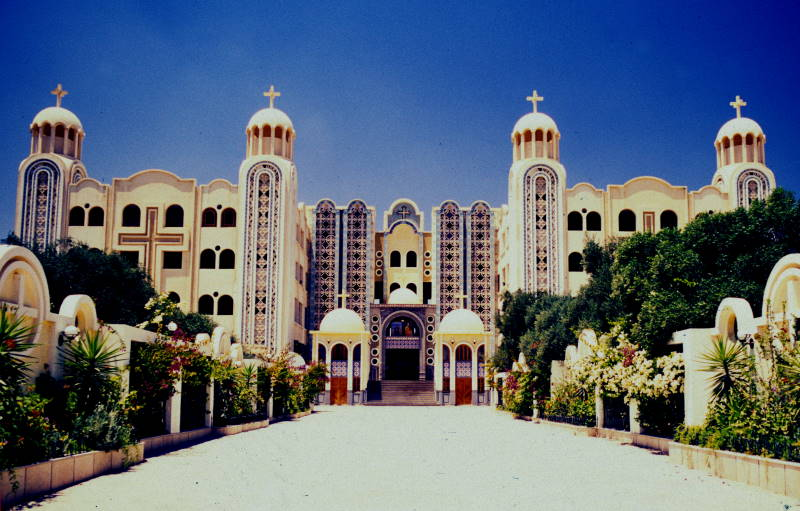
Le monastère à Abou Mena,

L'Église copte fête le saint le 15 Hatur dans le calendrier copte, le 11 novembre dans le calendrier julien. 

### Patronage
La ville d'Abou Mena (nommée d'après le saint), située à 45 kilomètres au sud-ouest d'Alexandrie, devient un centre de pèlerinage très important à partir du Ve siècle. Un nouveau monastère inauguré par le patriarche Cyrille VI y attire encore des foules nombreuses.

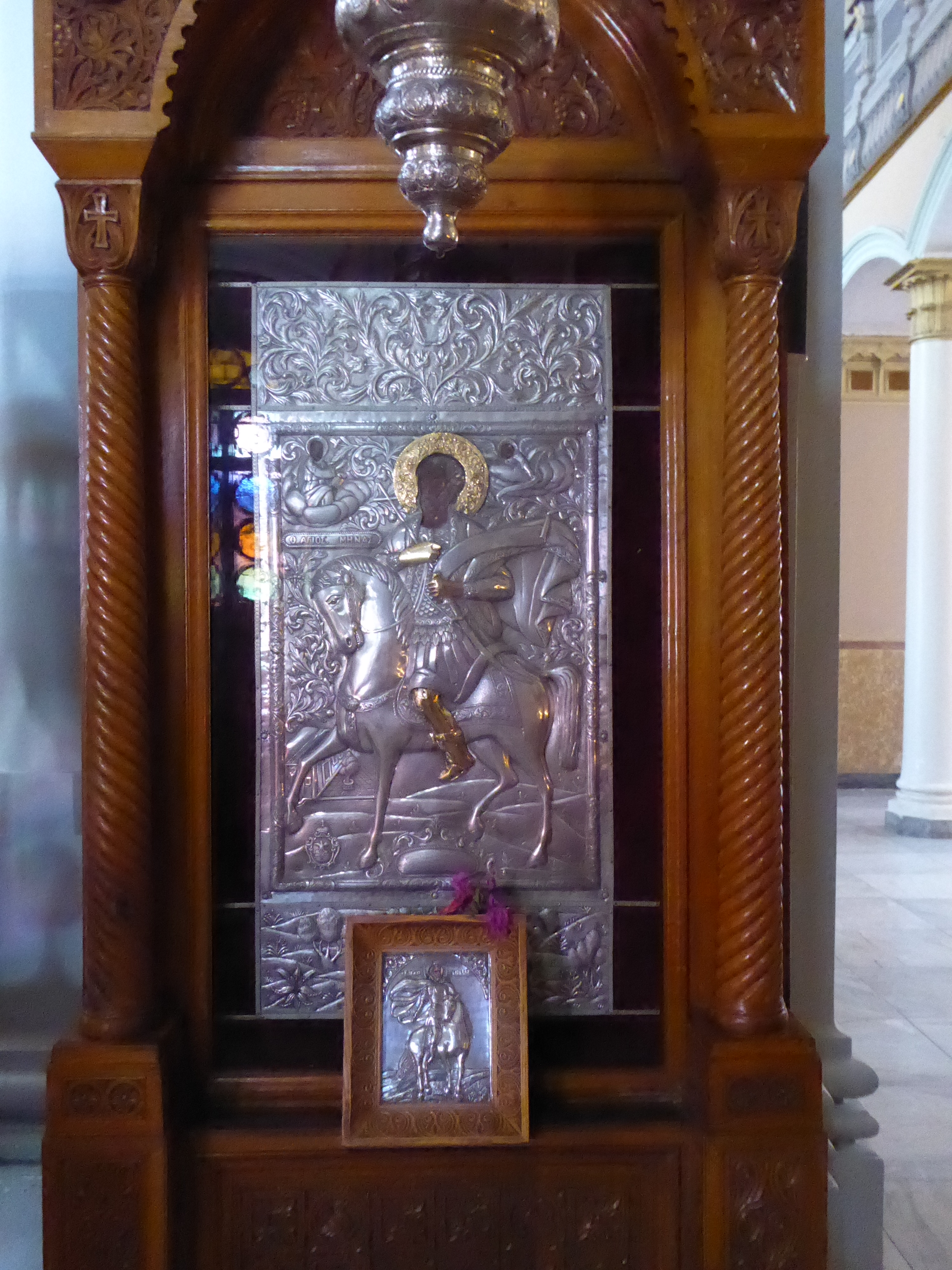
Icône de St. Ménas (Ο ΑΓΙΟΣ ΜΗΝΑΣ [O Agios Minas], au-dessus de la tête du cheval). Héraklion, Cathédrale Agios Minas.

De nombreuses églises sont consacrées à Saint Ménas. comme l'église Saint-Ménas de Štava en Serbie et l'église Saint-Ménas de Dryopída, dans les Cyclades. En outre, il est saint patron de la ville d'Héraklion, en Crète. Durant l'occupation ottomane de l'île, les tensions religieuses entre Crétois et Turcs conduisirent à des affrontements entre musulmans et chrétiens. La tradition veut[réf. nécessaire] que le dimanche de Pâques 1826, lorsque les chrétiens se rassemblèrent à l'église pour assister à la célébration liturgique de la Résurrection, des musulmans voulurent les massacrer. Un officier âgé, monté à cheval, intervint alors, calmant et dispersant la foule. Les chrétiens virent dans l'apparition du cavalier un miracle de saint Ménas, et crurent que c'était lui qui était apparu aux Turcs. Depuis lors, saint Ménas a été représenté dans l'iconographie crétoise comme un général romain à cheval, et il est honoré comme le saint patron de cette ville, et la cathédrale Agios Minas, élevée entre 1862 et 1895, est aussi placée sous son patronage.